# Шесть миров
Шесть миров (тиб. rigs drug gi skye gnas), также «шесть лок», «шесть реальностей», «шесть путей» — в буддизме шесть возможных перерождений в сансаре. Шесть миров называют «шестью путями перерождений», «шестью путями страданий», «шестью уровнями», «шестью низшими реальностями».
Выделяются следующие шесть миров (от высшего к низшему):
1. Мир дэвов (богов) — дэва-лока.
2. Мир асуров (полубогов, титанов, или демонов) — асура-лока.
3. Мир людей — манака-лока.
4. Мир животных — тирьяка-лока.
5. Мир претов (голодных духов) — прета-лока.
6. Мир нараков (адских существ), ад — нарака-лока.

Миры представляют шесть возможных путей жизни разного качества, попадание в тот или иной мир зависит от деяний (кармы) и состояния сознания на момент смерти. Буддийская психология рассматривает шесть миров не только как места, куда попадают после смерти, но как и состояния сознания, меняющиеся в течение жизни: наслаждение — мир богов; власть — мир асуров; страстное желание — мир претов; злоба, ревность, зависть, агрессия — ад; невежество, постоянная жизнь сиюминутными потребностями (неустроенность, голод) — животные. Люди отличаются возможностью принимать решения сознательно.
Одним из важных положений буддизма является утверждение о том, что «человеческое перерождение получить нелегко». Смысл этого утверждения в том, что существа во всех других состояниях не способны сознательно принимать решения и крутятся в сансаре в плену своих желаний и внешних обстоятельств. Даже боги пребывают в постоянном наслаждении и, хоть и способны на деяния, которые выведут их из круговорота сансары, полностью увлечены удовольствиями. С этой точки зрения человеческое перерождение очень ценно.
При этом все миры сопряжены со страданиями разного рода, и, описывая шесть миров, буддийские авторы в первую очередь обращают внимание на ущербность того или иного мира и ущербность сансары в целом (см. Четыре Благородные Истины).
Различные школы буддизма описывают шесть миров с небольшими расхождениями. Некоторые школы ставят асуров выше людей, а некоторые — ниже. Асуры были специально выделены в отдельный мир ламой Цонкапой.
В старейшей школе Тхераваде, описывается 31 мир, который делится на 5 уделов, что согласуется со словами Будды в Палийском Каноне:

Сарипутта, есть эти пять уделов. Какие пять?
- ад,
- мир животных,
- мир духов,
- человеческие существа,
- боги.

Существует легенда о том, что асуры жили когда-то в мире богов на небе Траястринса, но были изгнаны главой этого неба Шакрой. С тех пор они обитают в пещере горы Меру, ведут ожесточенные бои с богами и всегда терпят поражение.

## Мир богов
Мир богов (дэвов), который называется дэвалока — мир блаженства и гордости.
Понятие дэ’вы (боги) несколько отличается от принятого в римской или греческой мифологии. Боги не являются бессмертными, хотя существование в мире богов может длиться достаточно долго. Боги не являются всемогущими и как правило не являются творцами (демиургами), боги не решают проблемы жизни и смерти. Боги наслаждаются блаженством, в фольклоре описываются бесконечные балы, праздники и приёмы в небесных дворцах, музыка и красота, которой они окружены. Боги не лишены страдания, недостатком их мира является скука, пресыщенность и страх того, что их божественное пребывание кончится и им придётся вернуться в нижние миры.
Обитателей дэвалоки делят на богов сферы чувственного, богов сферы форм и богов сферы отсутствия форм (см. Три сферы), в каждой из этих сфер имеется много местопребываний, которые детально описаны.

## Мир асуров
Мир асуров — мир демонов, полубогов. Асуры стремятся к власти, борьбе, переделке мира, они наполнены энергией действия, они могут питаться ревностью и завистью. Это перерождение возникает у тех, кто имел добрые намерения, но действовал неправильно и приносил вред другим. Хотя иногда говорят, что асуры живут лучше чем люди, они несчастны, потому что завидуют богам.
Асуров называют также титанами, завистливыми богами, антибогами, демонами, борющимися демонами. В мифологии ваджраяны асуры символизируют зависть.

## Мир людей
Мир людей характеризуется желаниями, эмоциями и сомнениями. Вероятность достижения нирваны, становления на путь бодхисаттвы или возможность стать Буддой в мире людей наиболее высокая, поскольку считается, что в этом мире наравне можно познать как радости, так и страдания, вследствие чего можно наиболее полно анализировать явления, что является необходимым в практике. Поэтому рождение в этом мире считается особой удачей.

## Мир животных
Мир животных (Тирьяг-йони) ассоциируется с фундаментальным невежеством и погружённостью в насущные жизненные потребности (холод, голод, неустроенность) — животные постоянно страдают, живут впроголодь и вынуждены всё время бороться за выживание.

## Мир претов
Мир претов (голодных духов) — преталока, связан с острой жаждой, которую никак нельзя насытить или удовлетворить. Голодные духи не могут насладиться едой или питьём, их изображают как уродливых существ с тонкой шеей, через которую они не могут пропустить пищу.

## Мир адских существ
Мир адских существ (нарака) называется наракалока — место, где превалирует злоба и ненависть.
В буддийском представлении наказание в аду длится не вечно. Существа пребывают там до тех пор, пока не очистится их негативная карма, а после этого они перерождаются в более высоких реальностях. Выделяются восемь горячих и восемь холодных адов, есть ещё и дополнительные ады.